# Radovan Richta

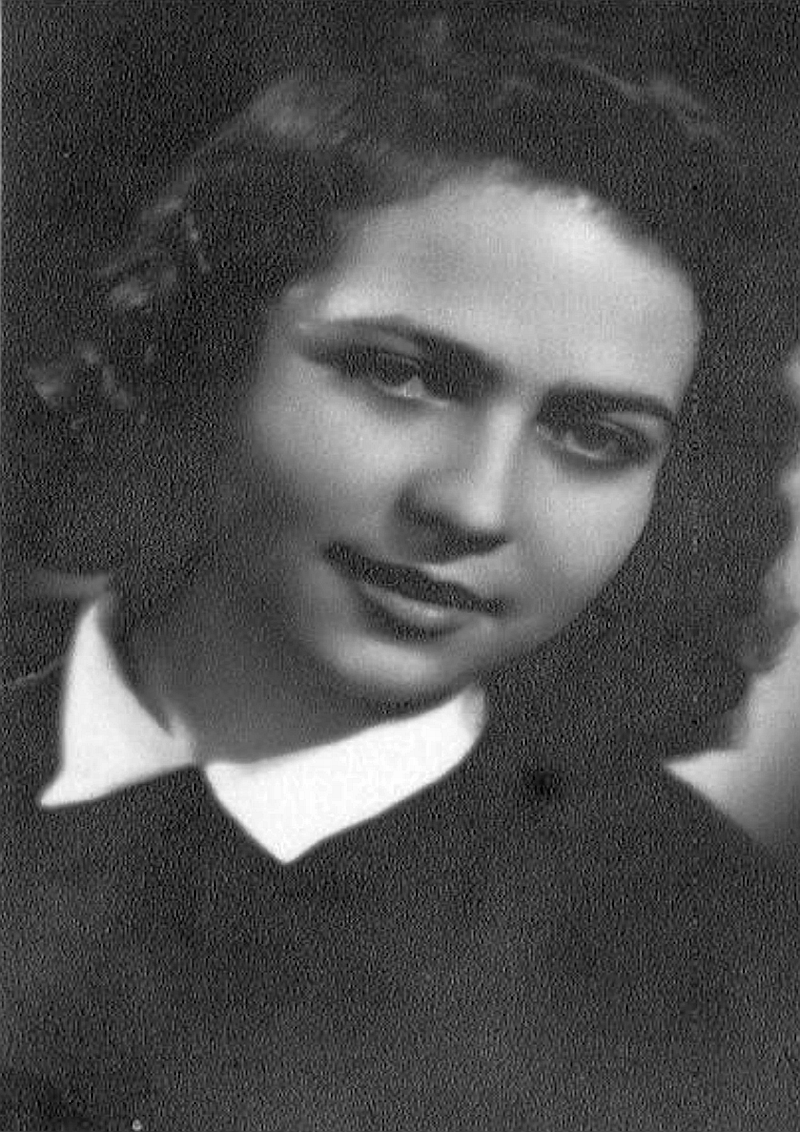
Želmíra Kálalová – od roku 1950 jeho manželka

Radovan Richta (6. června 1924 Praha – 21. července 1983 Praha) byl český sociolog a filosof, který razil termín vědeckotechnická revoluce a s ním spojenou teorii o náhradě fyzické práce prací duševní. Jeho nejvýznamnější projekt, Civilizace na rozcestí  se zabývá „společenskými a lidskými souvislostmi vědeckotechnické revoluce“. Je to vlastně ekonomická, technologická a sociologická prognóza dalšího vývoje světa, která pojednává o přeměně tehdejší industriální společnosti na společnost, kterou dnes označujeme termínem informační. Humanistické ideály, kterými má být tato přeměna vedena, přispěly svým dílem ke vzniku představy o „socialismu s lidskou tváří“, která se stala mottem obrodného procesu v roce 1968. Někteří dnešní historici filosofie považují za nedostatek, že Civilizace na rozcestí – na rozdíl od pozdějších prognóz Římského klubu – neuvažovala např. o vyčerpání přírodních zdrojů a tedy ani o tzv. mezích růstu. Nicméně pamětníci soudí, že přinesla myšlenky, které byly ve své době naprosto přelomové.

## Životopis
Radovan Richta se narodil v Praze na Smíchově v rodině úředníka ČSD, tam také vystudoval Vančurovo reálné gymnázium a za války v roce 1943 maturoval. Od října 1943 pak byl totálně nasazen v pražské továrně Avia jako pomocná kancelářská síla.
Radovan Richta se od počátku zapojil do činnosti odbojové skupiny Předvoj, kterou založili jeho přátelé a spolužáci z gymnázia a která v roce 1944 významně posílila zdecimované odbojové struktury Komunistické strany Československa. 22. října 1944 byl Radovan Richta zatčen a do konce války vězněn napřed na Pankráci a od 23. ledna 1945 ve vězení pražského gestapa v Malé pevnosti v Terezíně. Tam Richta onemocněl tyfem a řadou plicních onemocnění, která se rozvinula v těžký případ tuberkulózy. Těsně před koncem války, 1. května Radovana Richtu zachránila skupina Červeného kříže, která evakuovala těžce nemocné vězně. Následujícího dne, 2. května 1945, bylo bez soudu postříleno mnoho členů Předvoje, mezi nimi i Karel Hiršl, Richtův nejlepší přítel.
Po skončení druhé světové války se Radovan Richta přes svou nemoc věnoval především studiu na přírodovědecké a později i filosofické fakultě Karlovy university, angažoval se ve Svazu vysokoškolského studentstva a současně také pracoval v Rudém právu a v časopise Tvorba. V roce 1950 se oženil s přítelkyní z Předvoje a spoluvězeňkyní z Pankráce a Terezína Želmírou Kálalovou. V letech 1953–1954 připravoval zřízení ČSAV, kam byl r. 1954 přijat do Filosofického ústavu jako vědecký pracovník. Od roku 1958 se musel často léčit v sanatoriu v Dobříši. Přestože měl předepsaný klid na lůžku, dál usilovně studoval a psal. V roce 1963 vydal svoje první díla – Člověk a technika v revoluci našich dnů a Komunismus a proměny lidského života (K povaze humanismu naší doby). Zejména Richtovo první dílo – Člověk a technika v revoluci našich dnů – přispělo k tomu, že se pojem technologie stal jedním z ústředních pojmů filosofických úvah let šedesátých.
Další publikace, Civilizace na rozcestí z roku 1966, je kolektivním dílem jedenašedesáti autorů vedených Radovanem Richtou. V roce 1966 se Radovan Richta stal vedoucím mezioborového vědeckého týmu pro výzkum společenských a lidských souvislostí vědeckotechnické revoluce. V r. 1967 se stal členem-korespondentem ČSAV.
Za normalizace v letech 1969–1982 působil akademik Richta jako ředitel Ústavu pro filosofii a sociologii ČSAV. V roce 1972 byl zvolen řádným členem ČSAV. V roce 1977 se zapojil do tiskové kampaně proti Janu Patočkovi a Chartě 77. Poslední velkou prací, kterou akademik Richta vedl, byla prognóza vývoje československé společnosti „Československo 2000“ vypracovaná pro vládu ČSSR v Richtově Ústavu pro filosofii a sociologii ve spolupráci s Ekonomickým ústavem ČSAV. Tato studie nebyla nikdy zveřejněna. František Kutta uvádí, že na sklonku života se Radovan Richta snažil vytvořit prognostický tým, který – řečeno Richtovými slovy – „by nás zbavil politického prokletí a umožnil nám oficiálně prozkoumat společnost“.

## Akademické a vědecké hodnosti, ceny a vyznamenání
Uvedené údaje pocházejí ze soukromého archivu manželky R. Richty, wikipedistky paní Marie Richtové.
| 29.6.1953  | doktorát filosofie na základě práce Česká otázka a Masarykova kosmopolitní filosofie                                                                          |
| 24.6.1965  | vědecká hodnost doktora filosofických věd na základě obhajoby disertační práce Komunismus a proměny lidského života – Člověk a technika v revoluci našich dnů |
| 29.4.1967  | státní cena Klementa Gottwalda za soubor prací a vedoucí podíl při kolektivním zpracování společenských a lidských souvislostí vědeckotechnické revoluce      |
| 17.4.1968  | zvolen členem-korespondentem ČSAV |
| 6.6.1974   | Zlatá plaketa Františka Palackého Za zásluhy o rozvoj společenských věd                                                                                       |
| 29.12.1977 | zvolen řádným členem – akademikem ČSAV |
| 17.11.1982 | Zlatá plaketa ČSAV Za zásluhy o vědu a lidstvo prezidia ČSAV                                                                                                  |
| 1980       | vyznamenání Za zásluhy o výstavbu |
| 1983       | Řád práce |

## Z díla
| 1953        | Česká otázka a Masarykova kosmopolitní filosofie                                                                    |
| 1963        | Člověk a technika v revoluci našich dnů                                                                             |
| 1963        | Komunismus a proměny lidského života (K povaze humanismu naší doby), první část Richtovy doktorské disertační práce |
| 1966        | Civilizace na rozcestí – společenské a lidské souvislosti vědecko-technické revoluce                                |
| 1967        | Vědecko-technická revoluce a marxismus                                                                              |
| 1967        | Ekonomika jako civilizační dimenze                                                                                  |
| 1968        | Vědecko-technická revoluce a alternativy moderní civilizace                                                         |
| 1971        | Vědecko-technická revoluce a socialismus                                                                            |
| 1974        | Člověk – věda – technika. K marxisticko-leninské analýze VTR                                                        |
| 1975        | Krize perspektiv buržoazní společnosti                                                                              |
| asi po 1979 | Československo 2000. Prognóza vývoje čs. společnosti.                                                               |